# Marnay (Haute-Saône)
Marnay é uma comuna francesa na região administrativa de Borgonha-Franco-Condado, no departamento de Alto Sona. Estende-se por uma área de 10,37 km². Em 2010 a comuna tinha 1 519 habitantes (densidade: 146,5 hab./km²).